# Црква Успења Пресвете Богородице у Шеварици
Црква Успења Пресвете Богородице у Шеварици, насељеном месту на територији града Шапца, подигнута је 1936. године. Припада Епархији шабачкој Српске православне цркве.

## Изградња цркве
До 1933. године Шеварице су припадале дреновачкој парохији, а Узвеће глушачкој, када је формирана парохија од ова два села. Одмах је покренута акција за грађење цркве и Матија Живковић је уложио 30 000 динара у новоосновани фонд за подизање цркве, који је назван по његовим именом. 
Цркву је градио Тодор Кнежевић из Шапца, са којим је 8. марта 1936. године склопљен уговор да сагради цркву за 150 000 динара. Већ 3. маја је урађен темељ, а црква је  20. септембра 1936. године завршена и освећена од епископа шабачког др Симеона (Станковића).